# 연등회
연등회(燃燈會)는 한국에서 부처님오신날을 즈음해서 등불을 밝혀 세상을 밝히고자 하는 불교 행사이다.

## 역사
신라 진흥왕 12년 팔관회와 함께 국가적 차원에서 열리기 시작하여, 특히 고려시대 때 성행하였고 국가적 행사로 자리잡았다. 이 날에는 등불을 밝혀 다과(茶菓)를 베풀고, 임금과 신하가 함께 음악과 춤을 즐기며, 부처님을 즐겁게 하여 국가와 왕실의 태평을 빌었다.
고려 태조의 훈요십조 속에도 나타나는 바와 같이 연등회는 고려시대를 통하여 겨울의 팔관회와 더불어 중요한 연중 행사였다. 팔관회는 왕도(王都 : 개경)와 서경에서만 행하여졌으나, 연등회는 시골 마을에 이르기까지 전국적으로 거행되었다. 성종 때 유학자들의 반대로 중단되었으나 현종 때 다시 행해졌고, 조선 왕조에 와서도 연등회가 있었다.
처음에는 연등회가 정월 대보름에 열렸는데 나중에 2월 보름으로 옮겨졌다가 고려말 공민왕 시대부터는 연등도감을 설치해서 부처님 오신 날에 열렸다. 조선시대에는 억불숭유 정책으로 연등회가 금지되기도 했으나, 민중들은 꾸준히 연등회를 지속했다. 지금과 같은 형태의 연등축제는 1975년 부처님오신날이 공휴일로 지정되고 그 이듬해인 1976년부터 여의도에서 조계사까지 연등행진을 하면서 시작되었다.

## 연등
연등(燃燈)이란 등불을 밝힌다는 뜻으로, 불교에서는 등불을 달아 불을 밝힘으로써 무명을 깨치라 가르친 부처님의 공덕을 찬탄하며 귀의한다는 의미를 품고 있다. 불교에서 등은 자등명 법등명(自燈明 法燈明)의 가르침으로, 어리석음과 어둠을 밝히는 의미로 지혜에 비유되었다. 이를 등공양(燈供養)이라 하여 향공양과 더불어 중요시하였다. 또한 연등을 보면서 마음을 밝히는 것을 관등(觀燈)이라고 한다. 《법화경》의 〈약왕보살본사품〉(藥王菩薩本事品)에서는 등공양의 공덕이 무량하다 하였으며, 《삼국유사》 〈감통편〉(感通篇)에도 불등에 관한 설화가 있다.
등불은 마름모육팔면체의 모양을 한 것이 많다.

## 국가무형문화재
문화재청에서 삼국시대 이후 불교계는 물론 일반인들까지 자발적으로 참여하는 민족전통의식으로 문화적 역사적 가치가 중요한 점을 들어, 2012년 4월 6일 국가무형문화재 제122호로 지정하였다.

## 사진

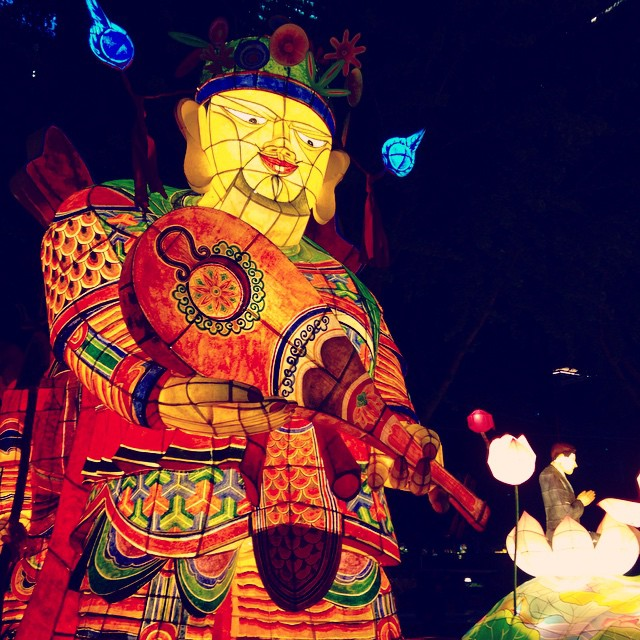
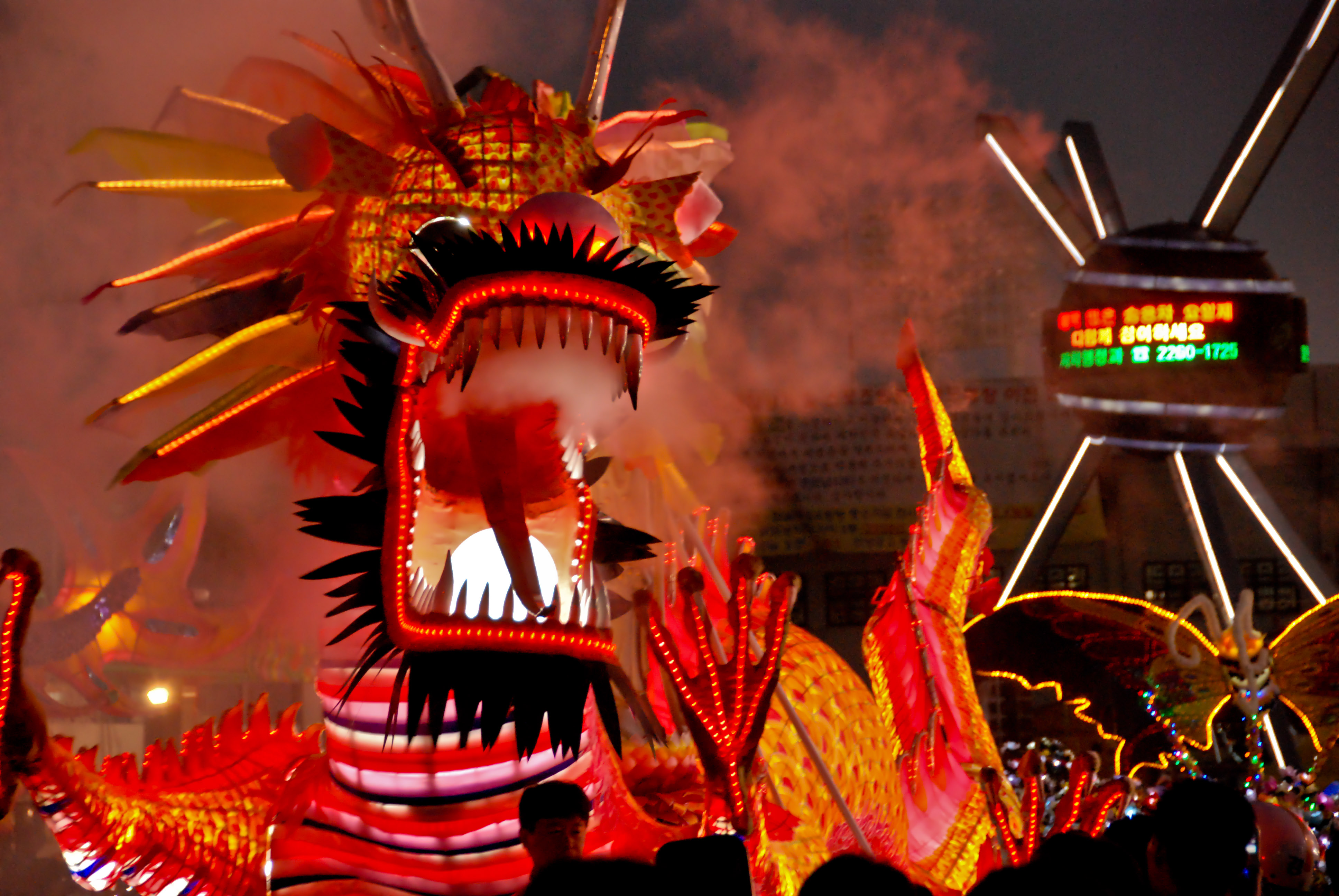
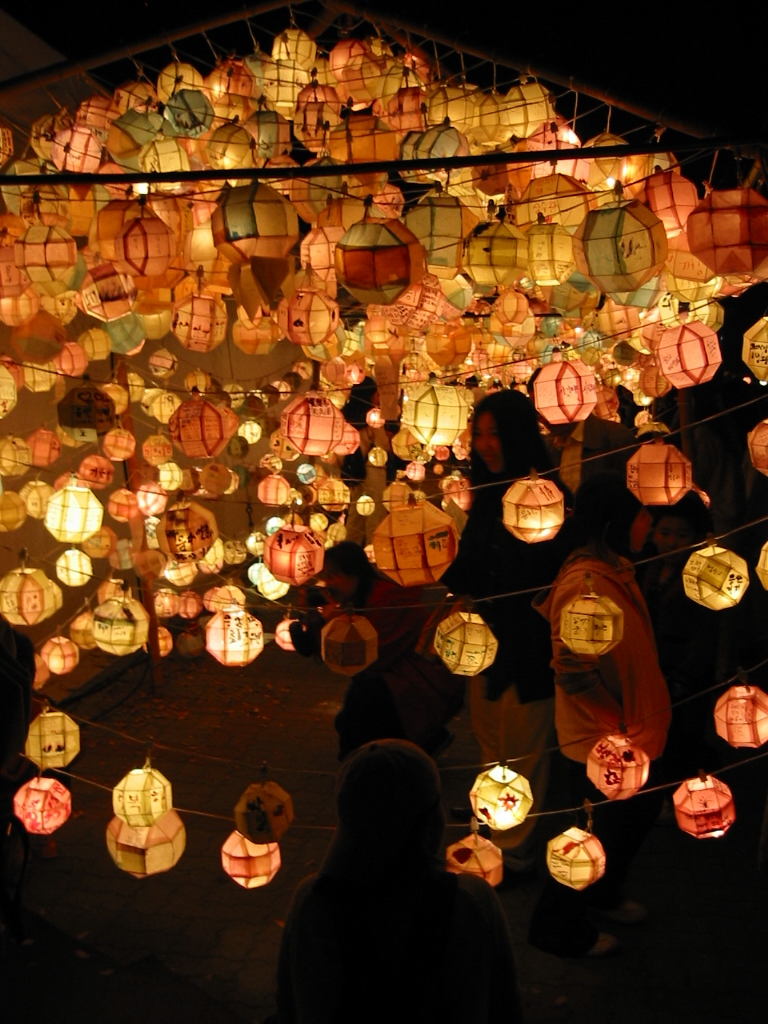
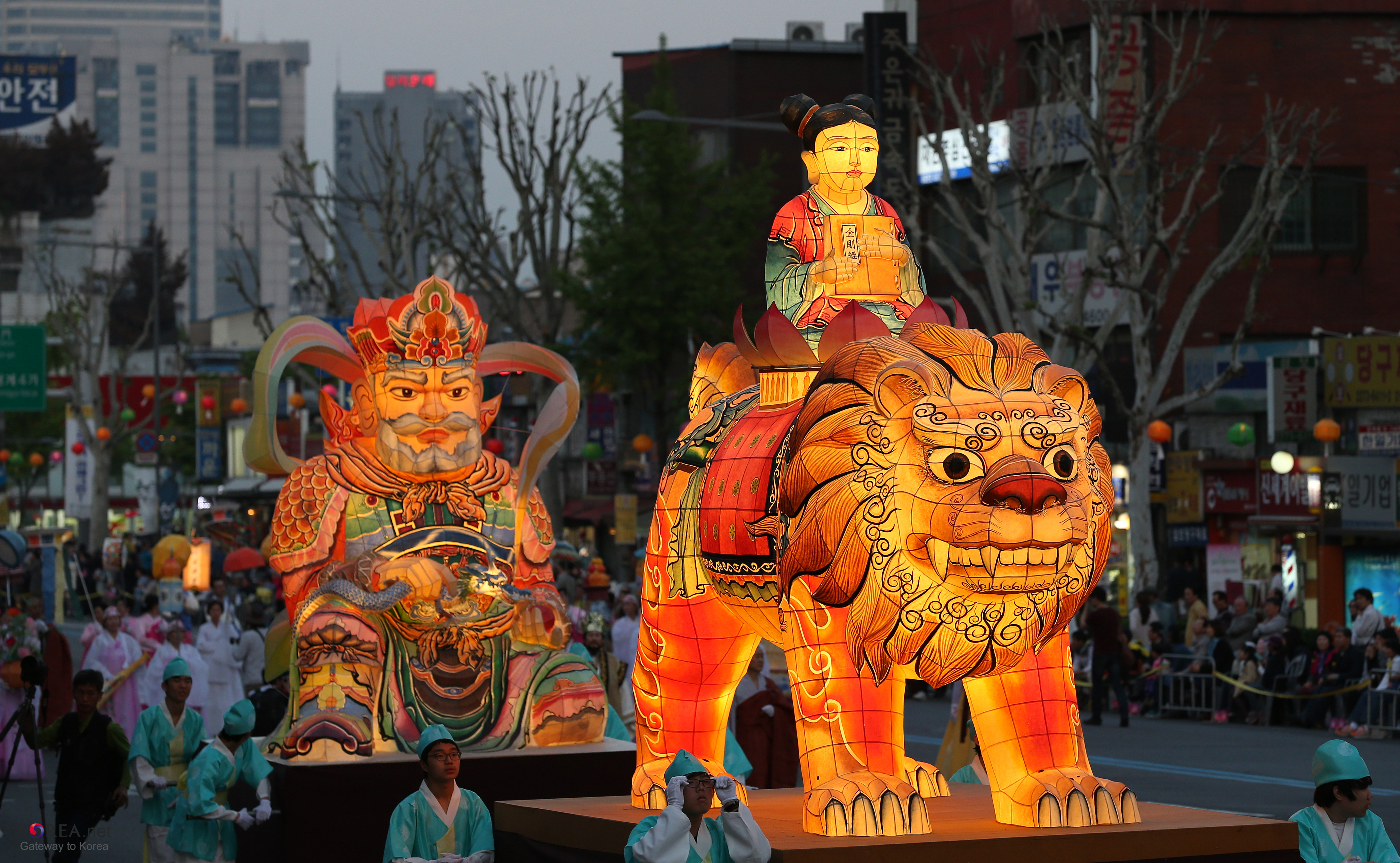
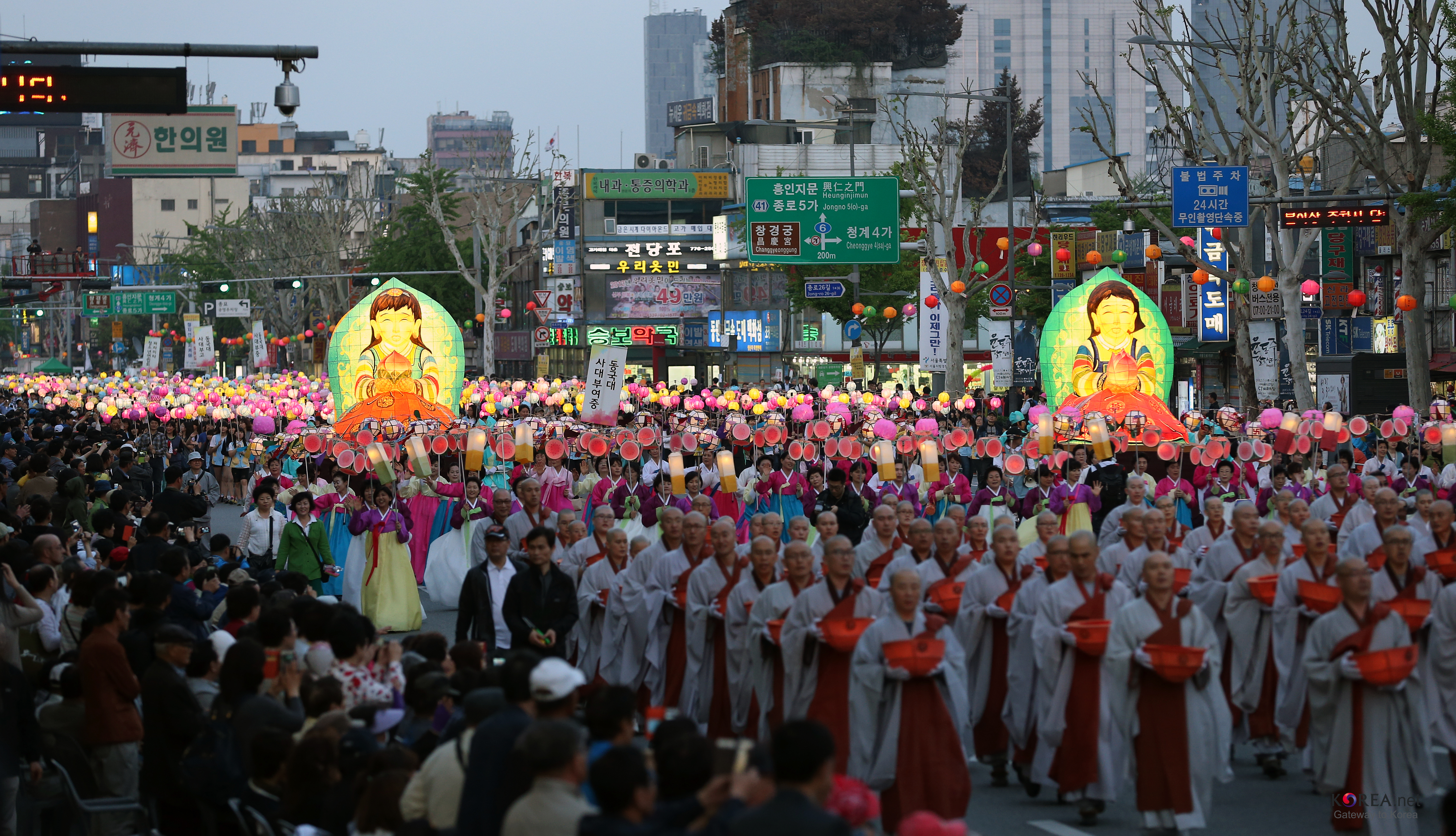
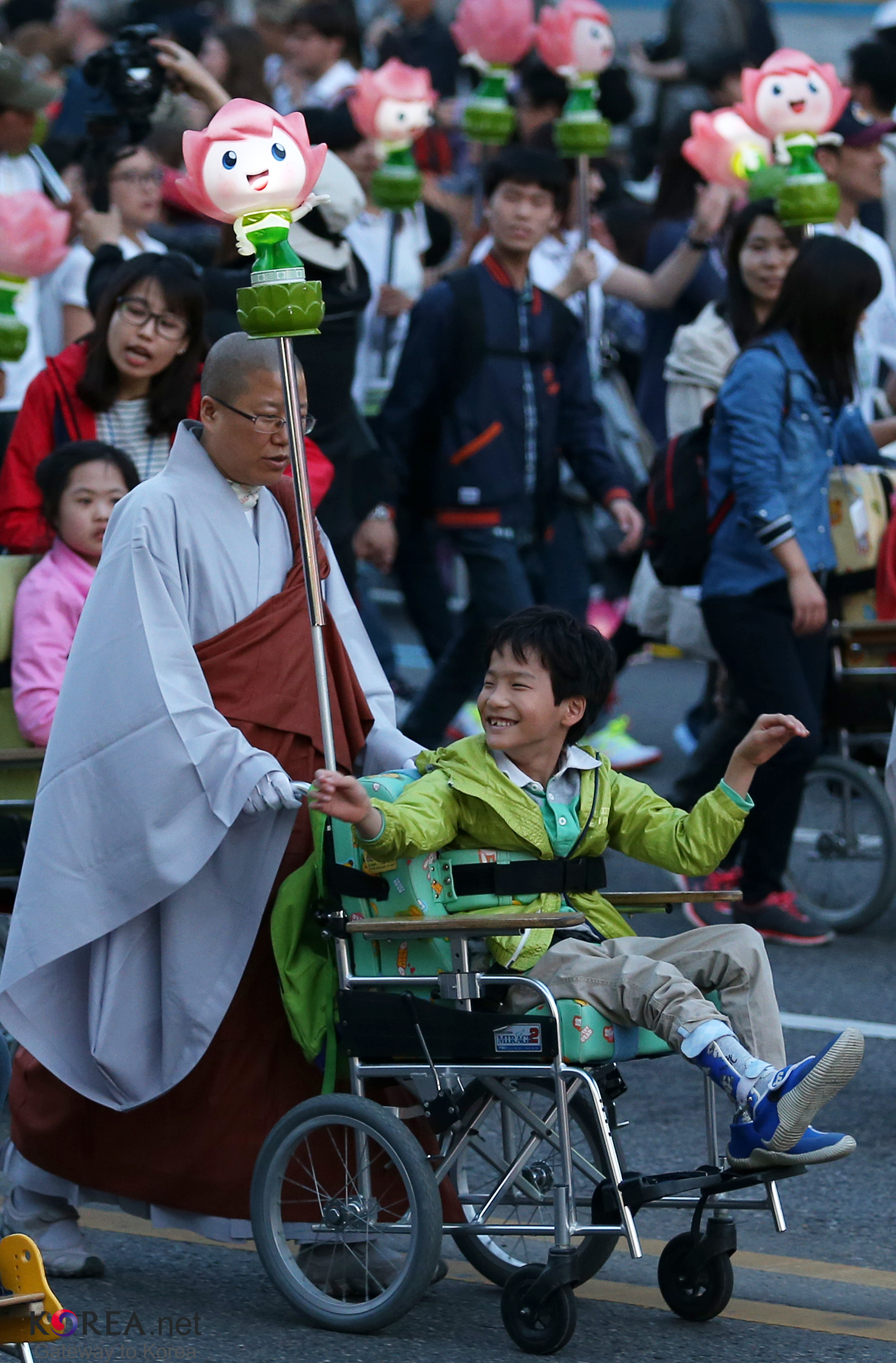
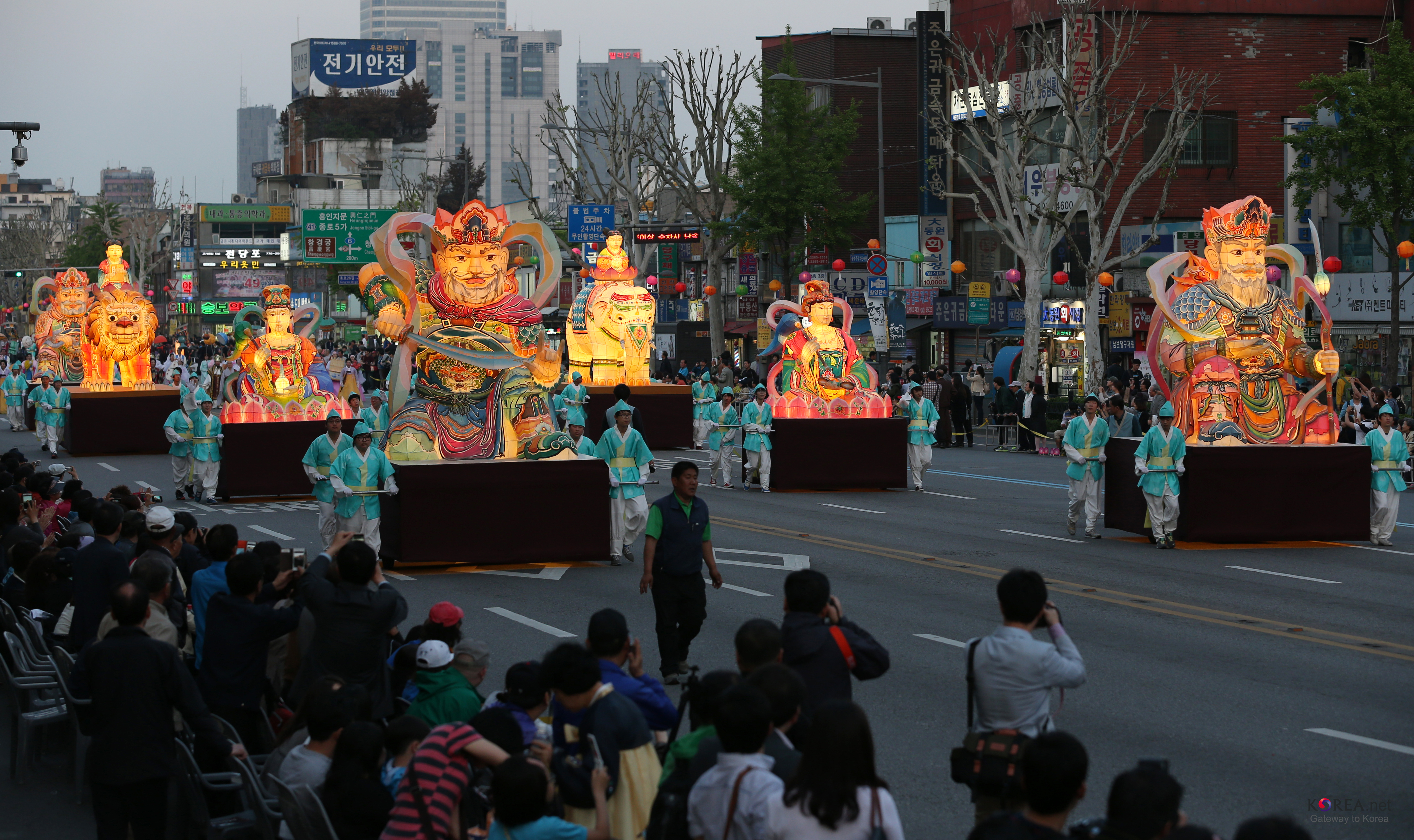
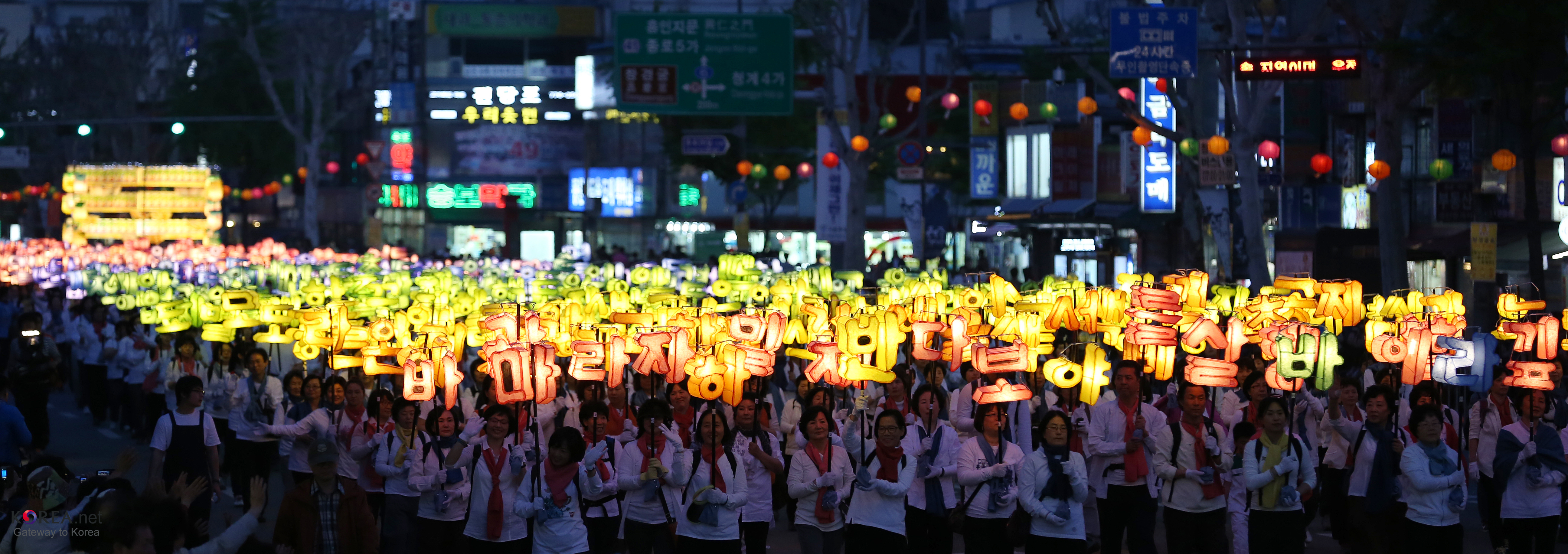
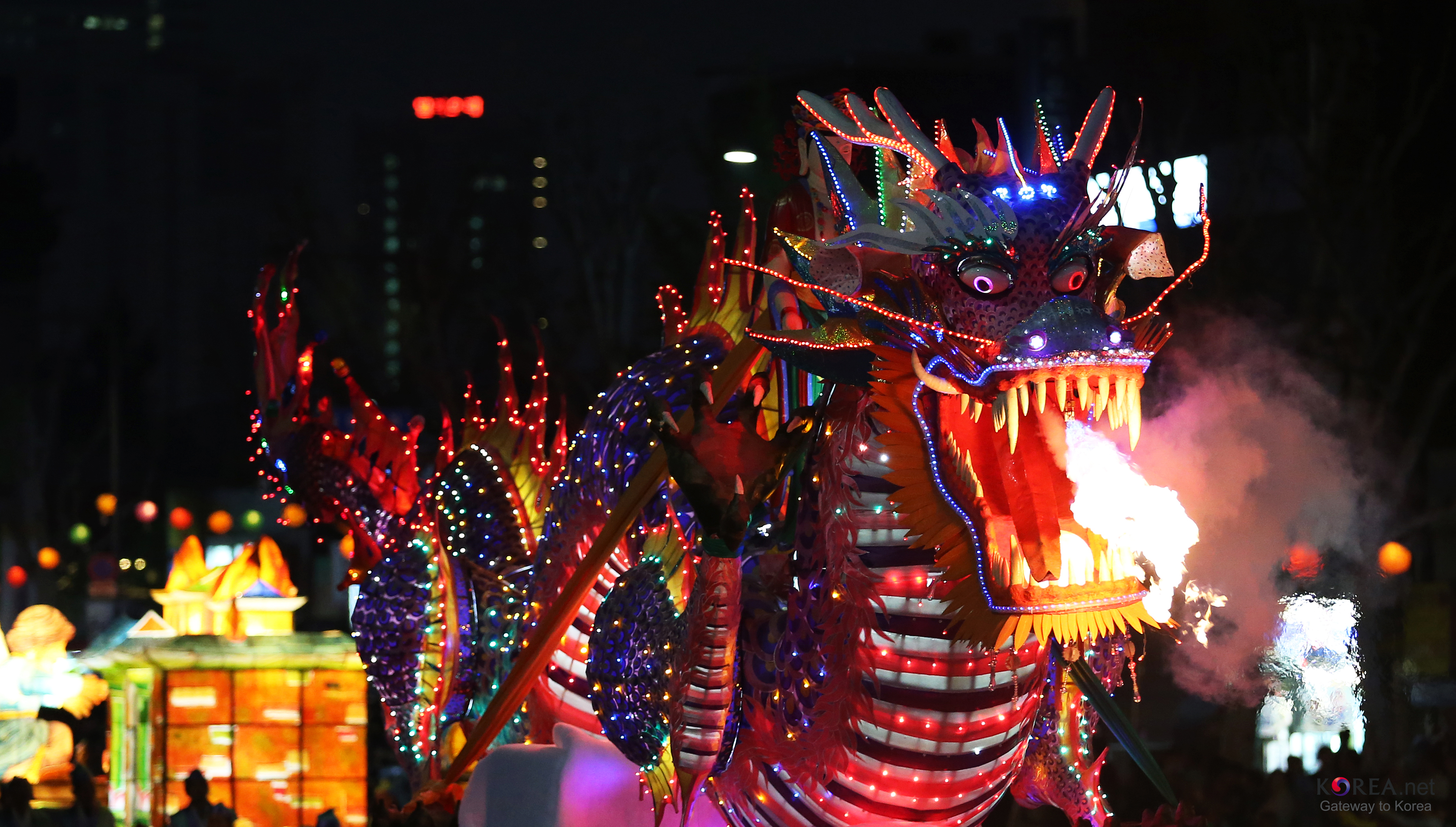
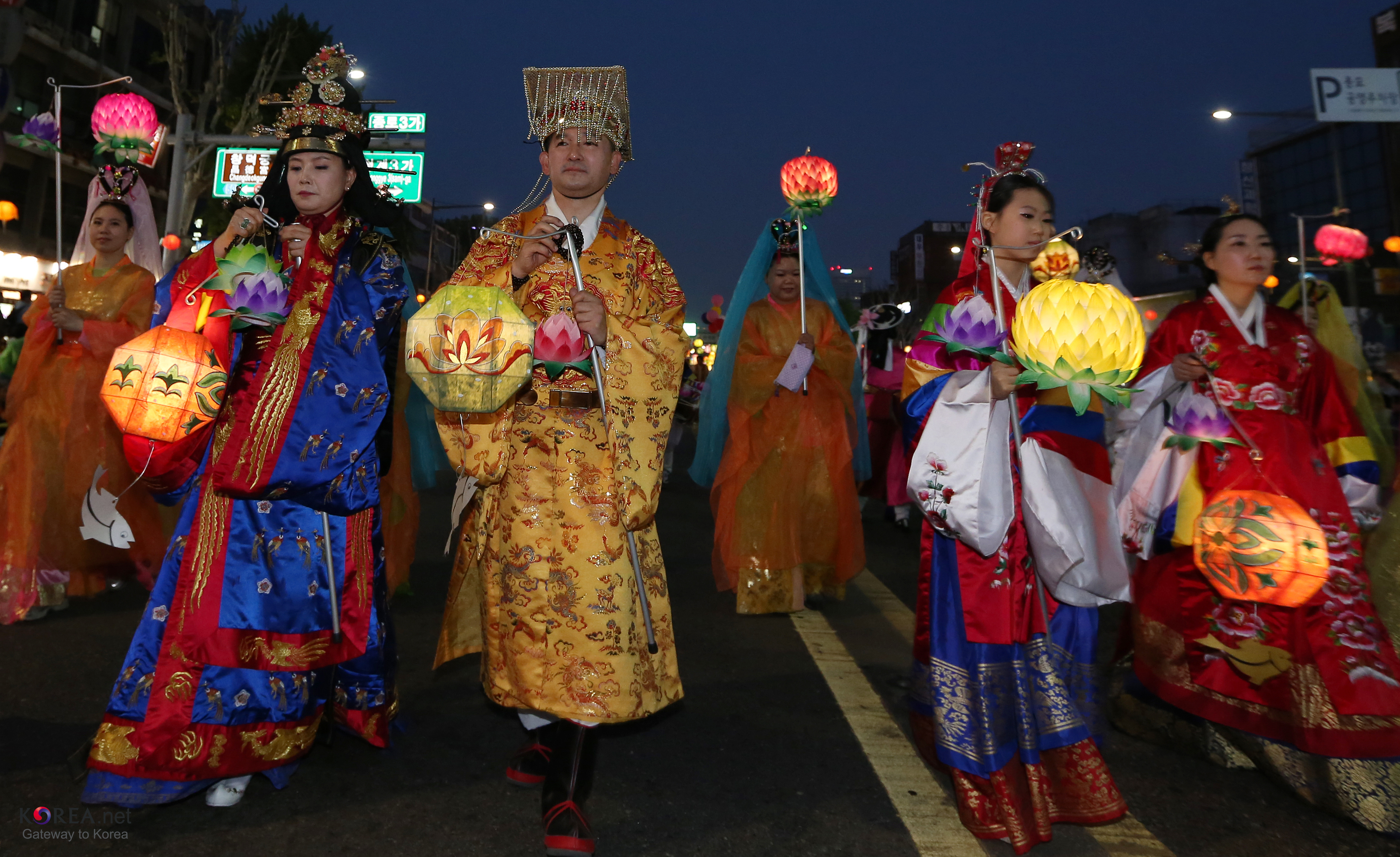
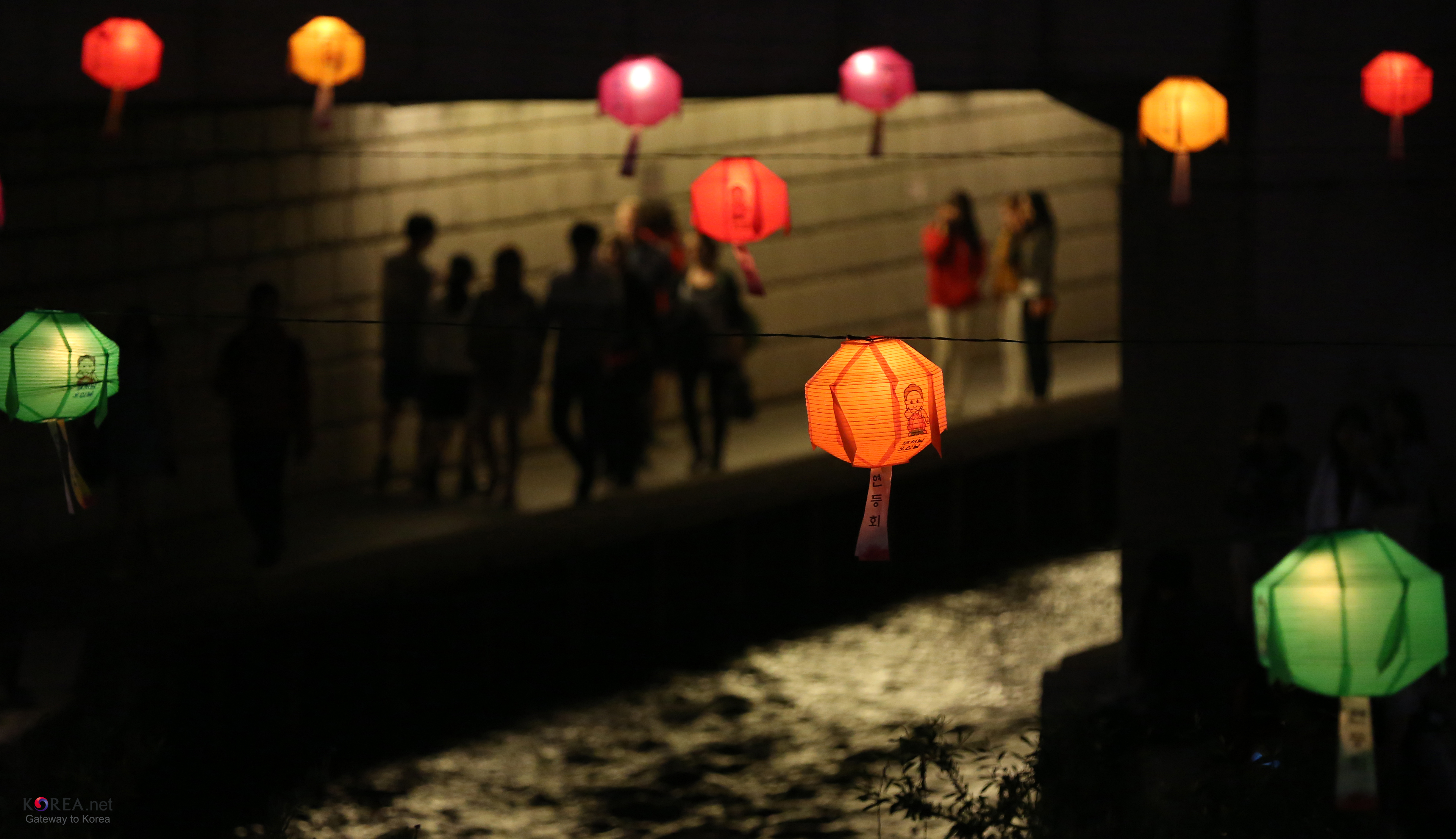
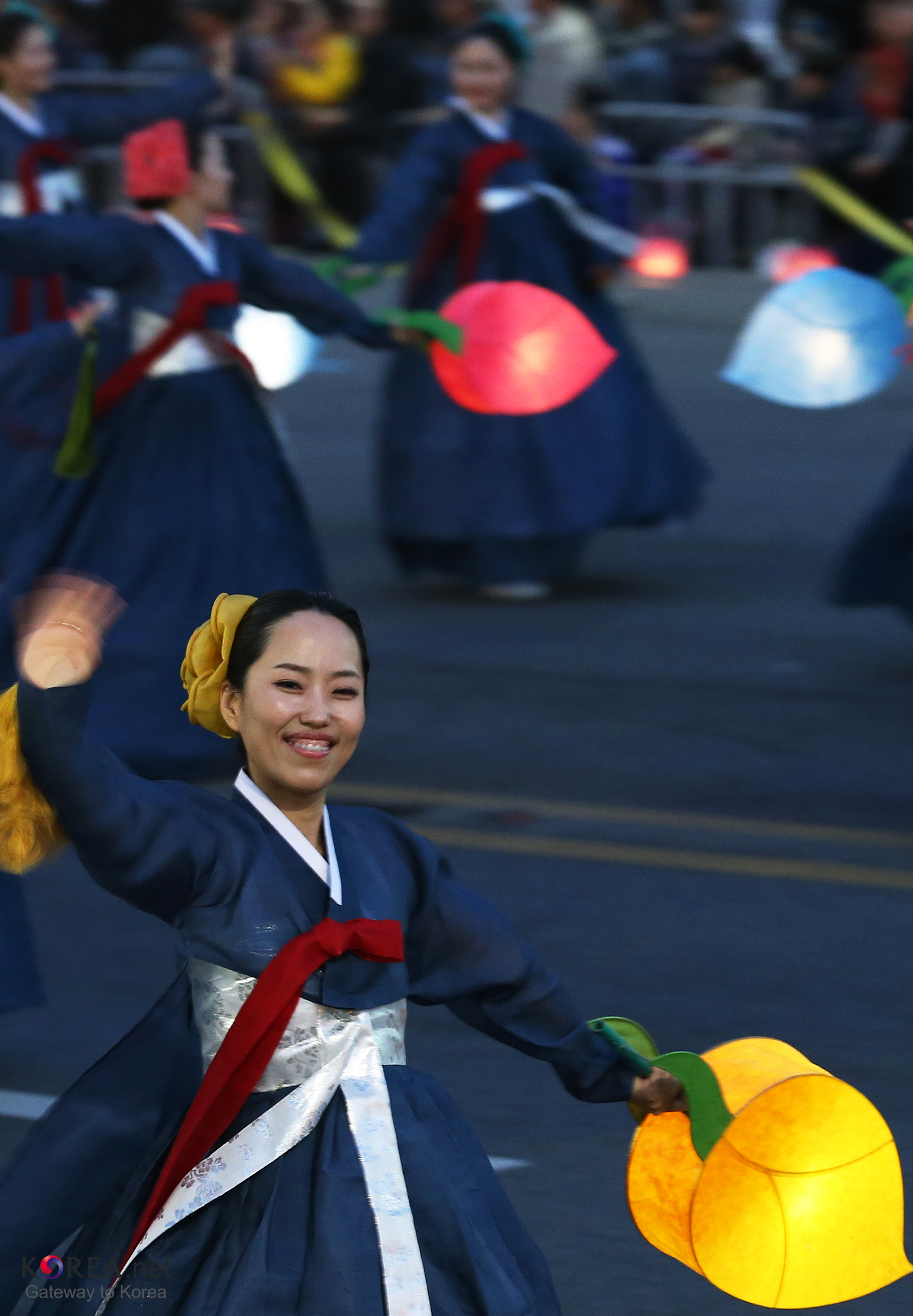
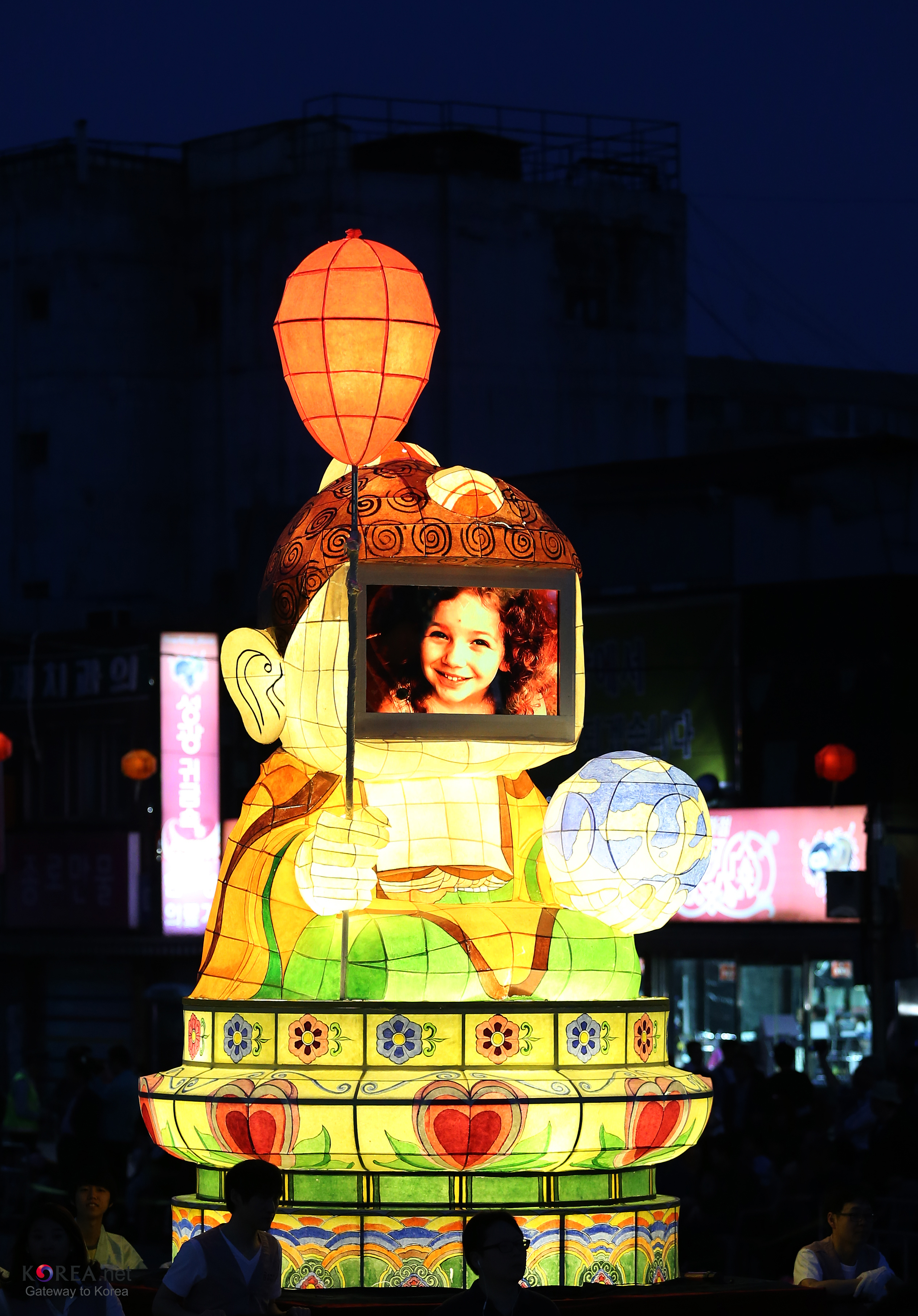
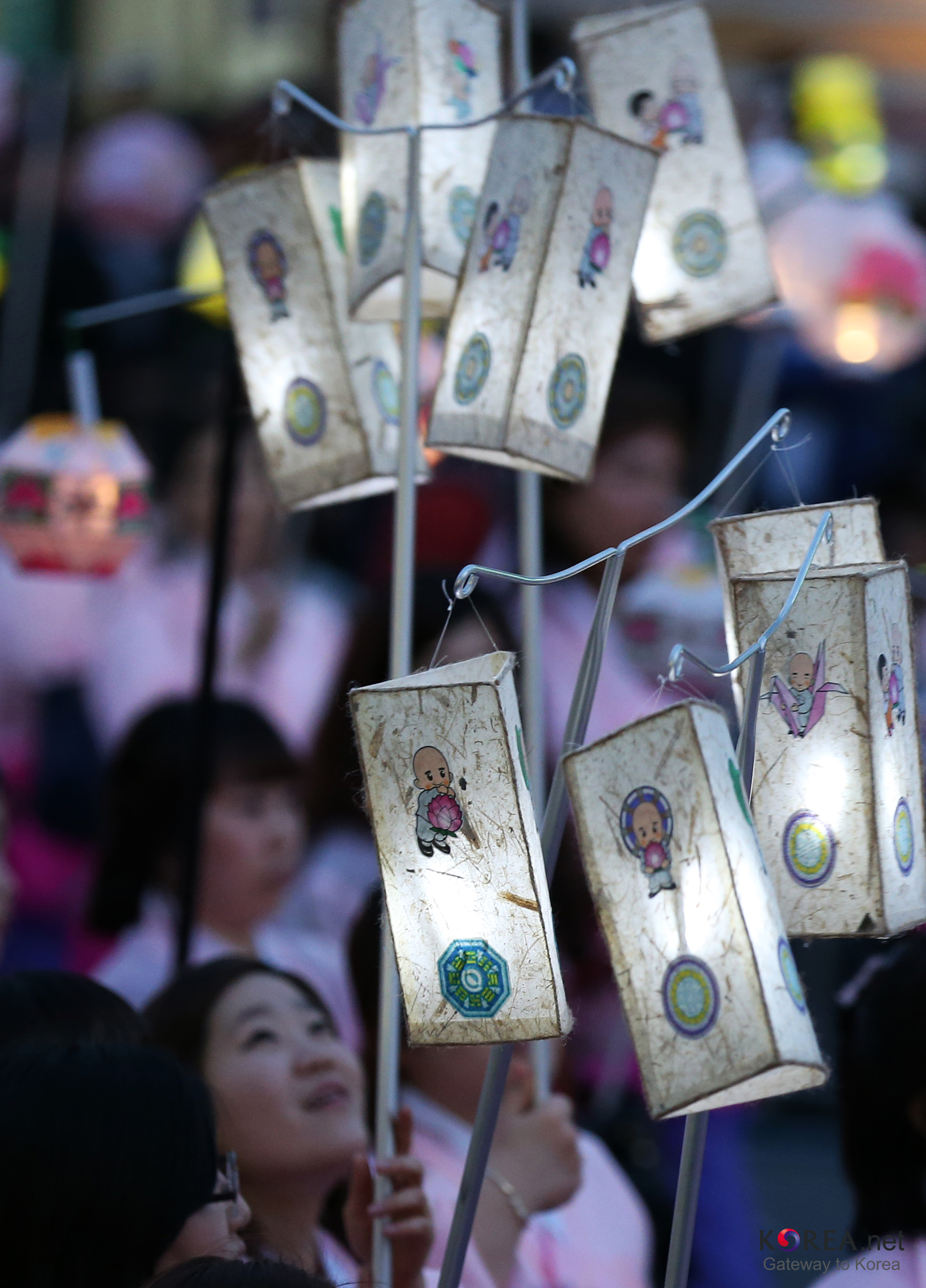
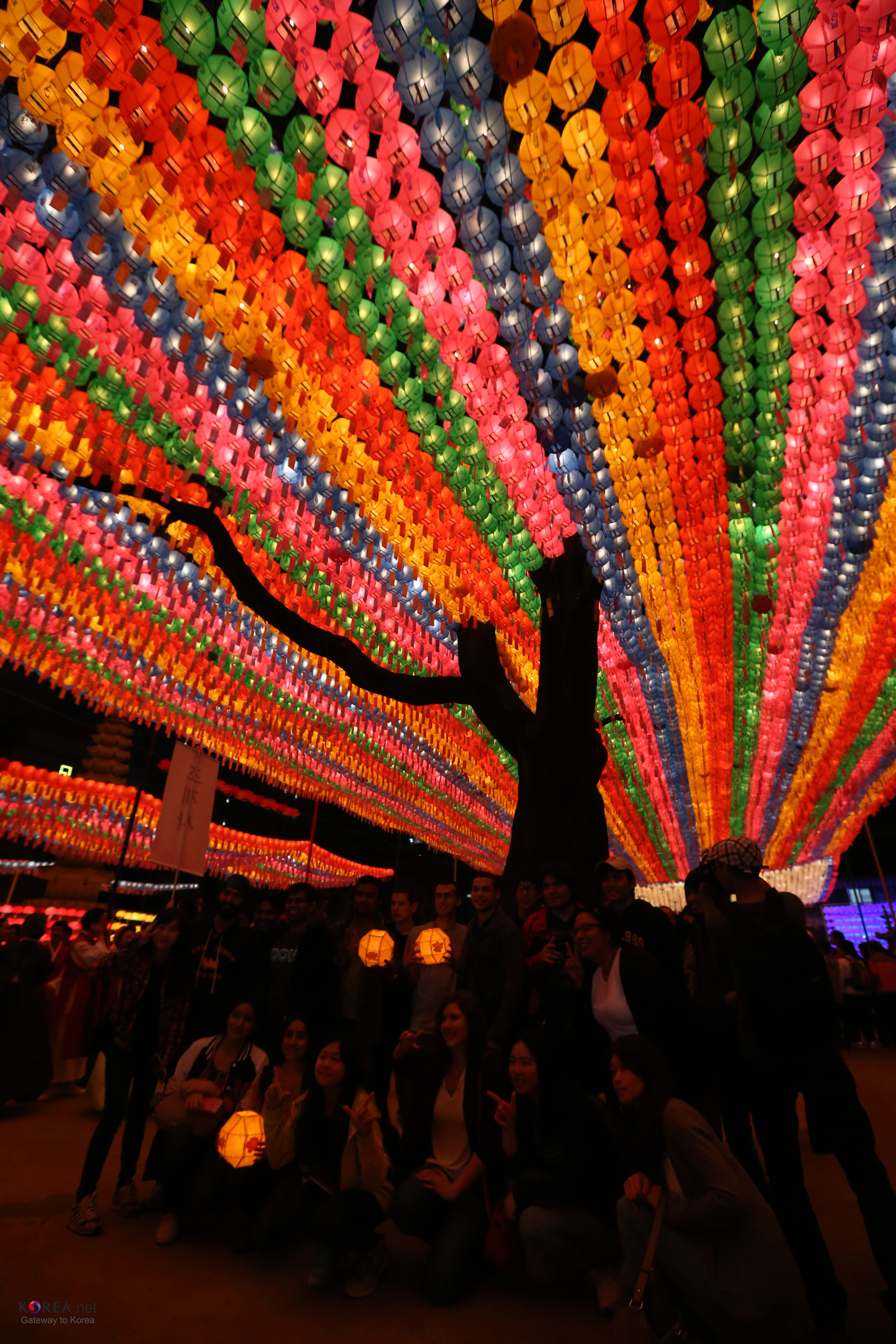
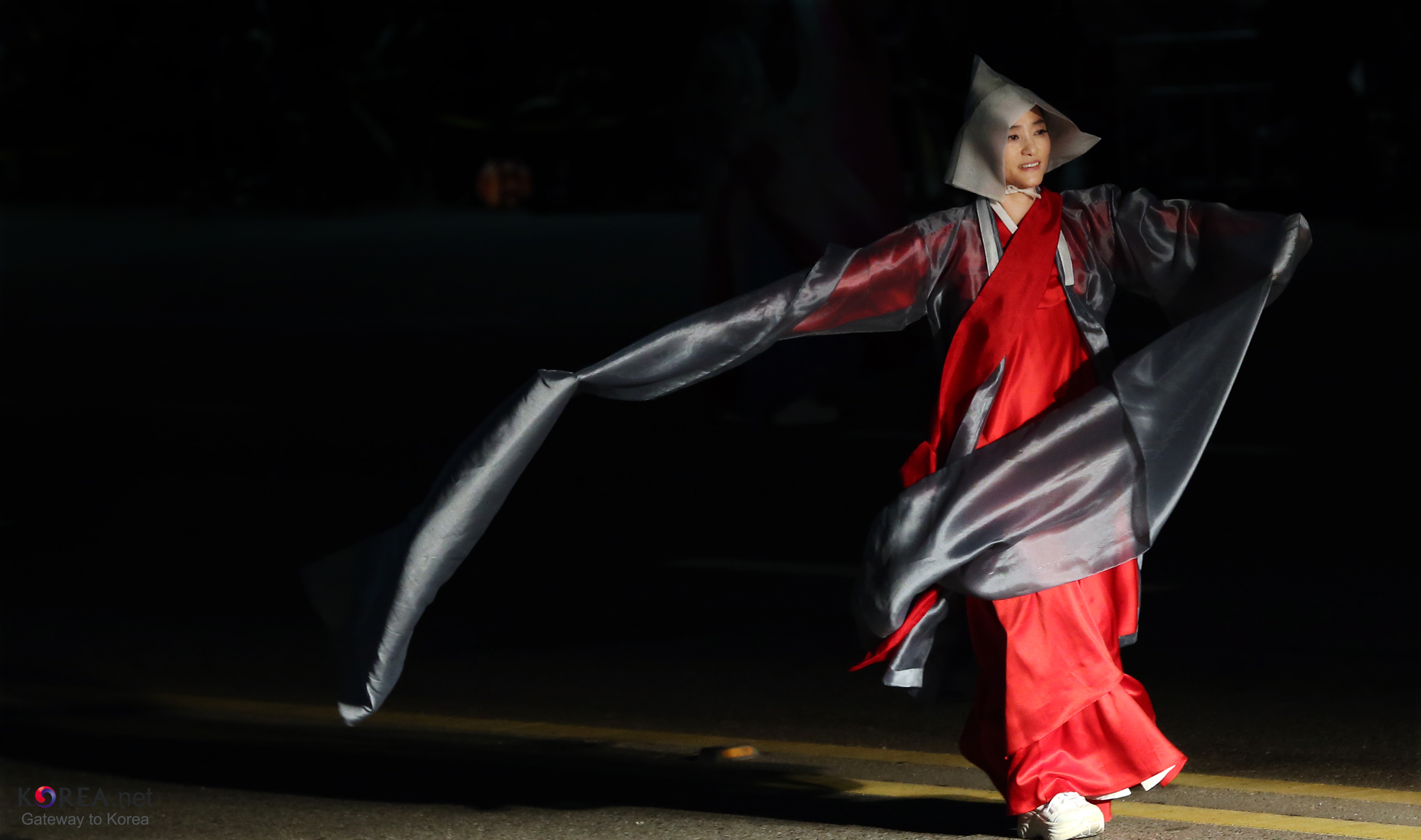
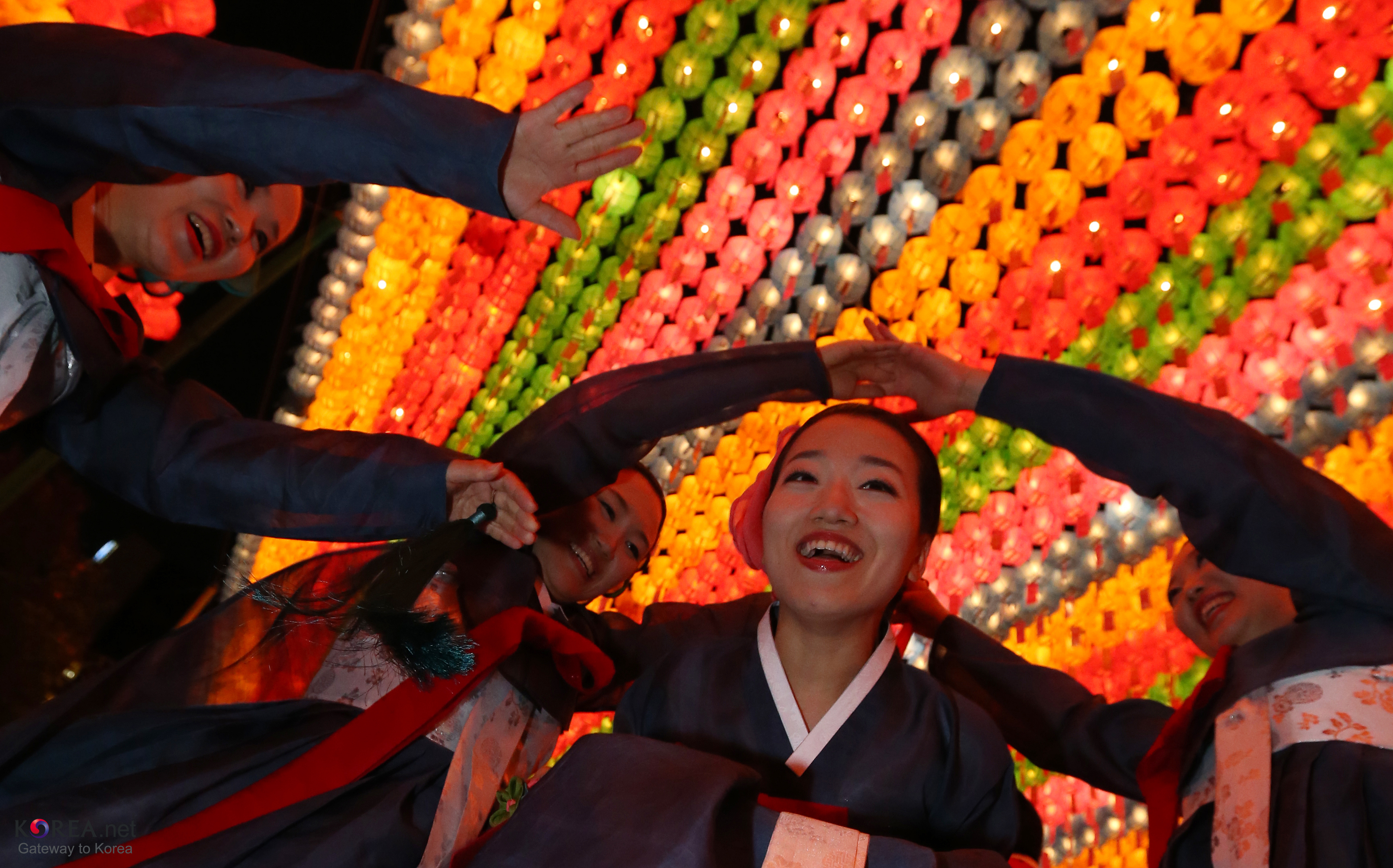
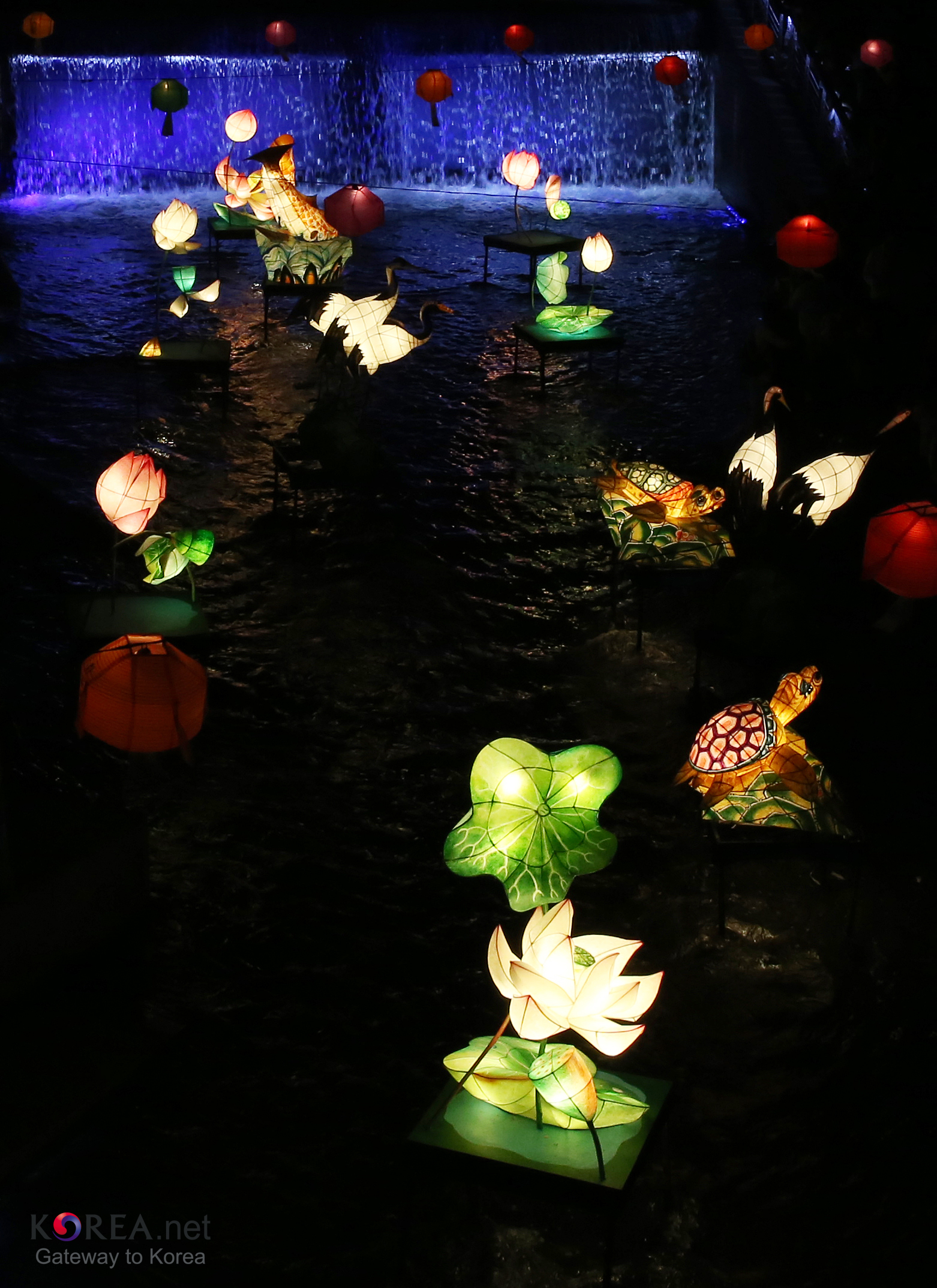
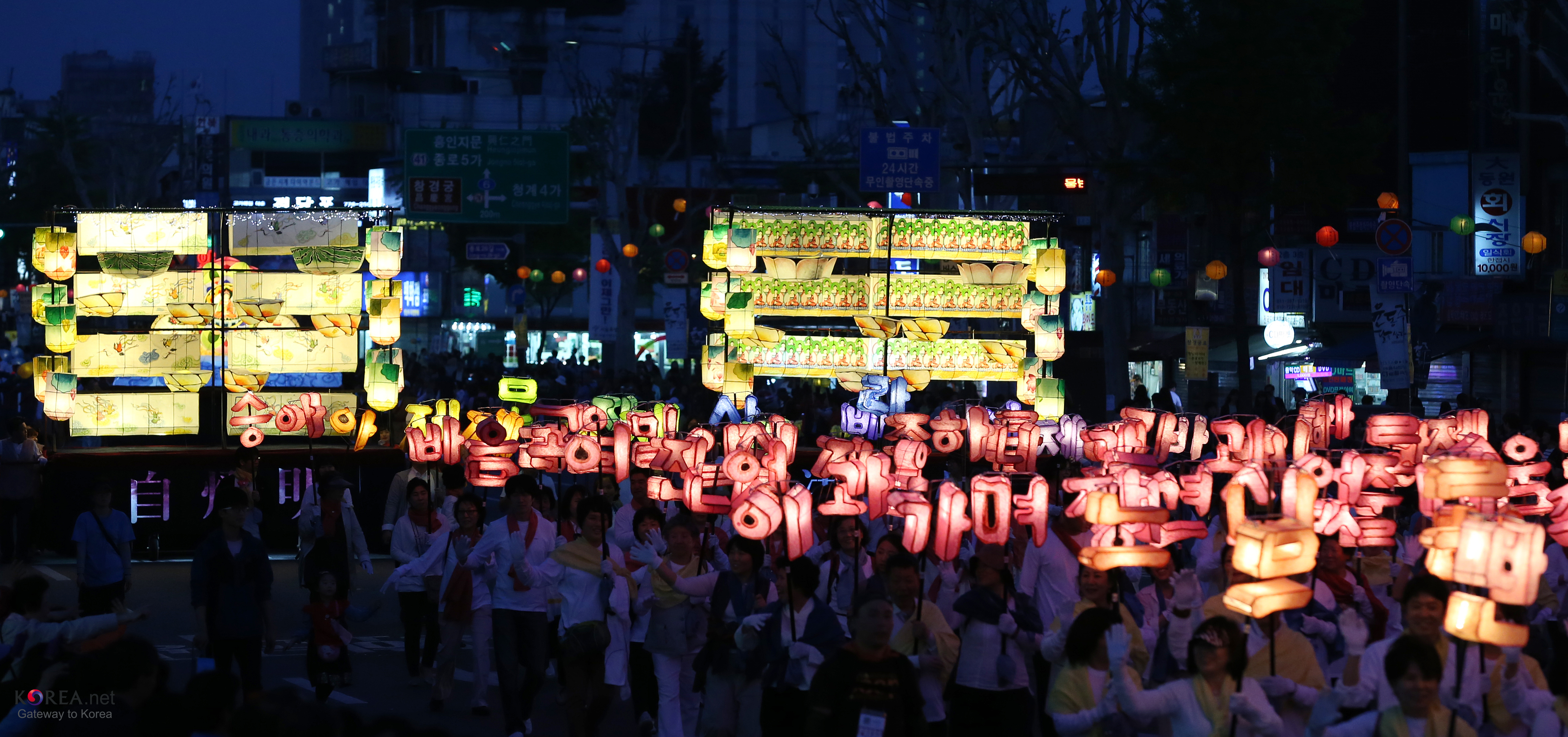
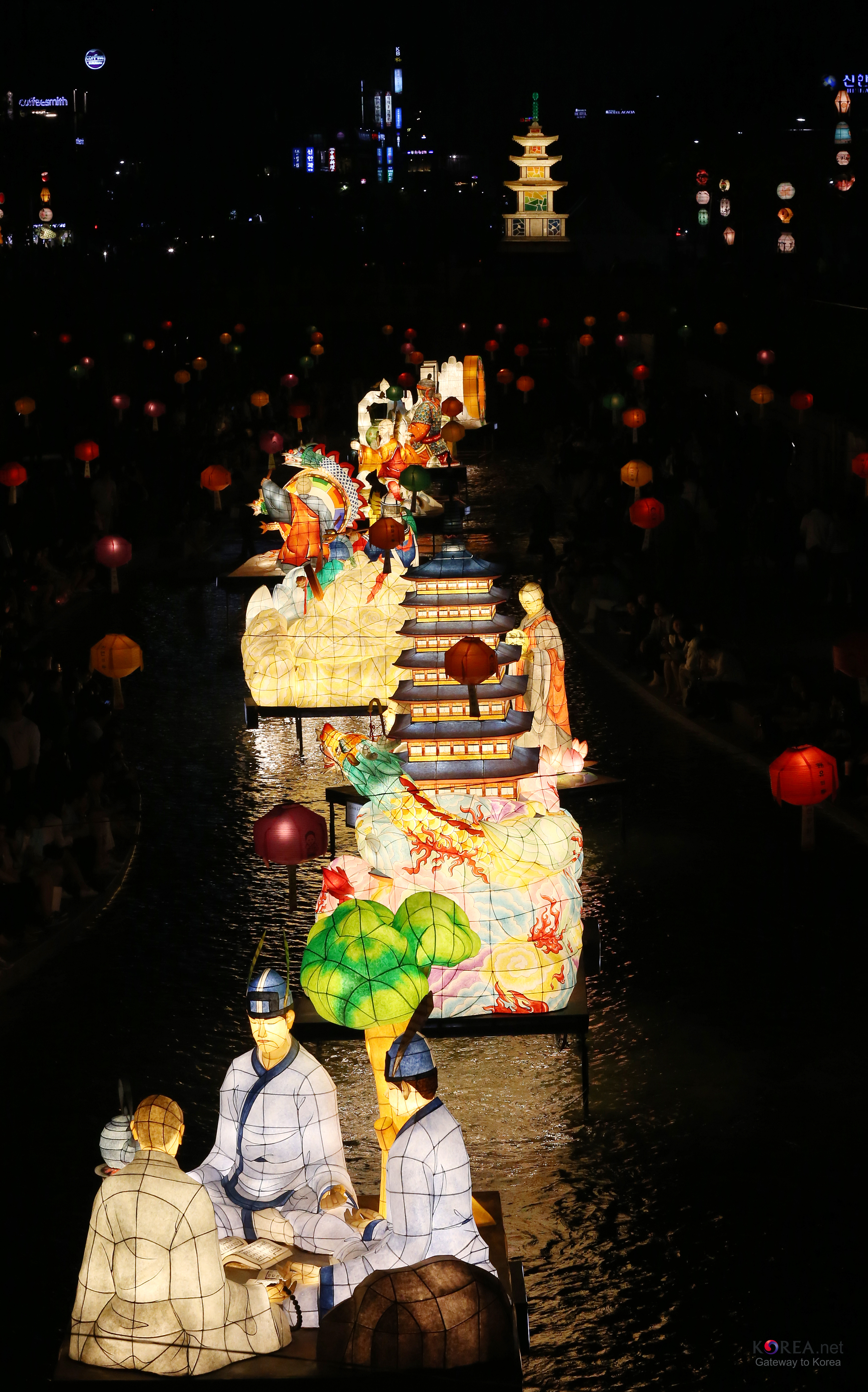
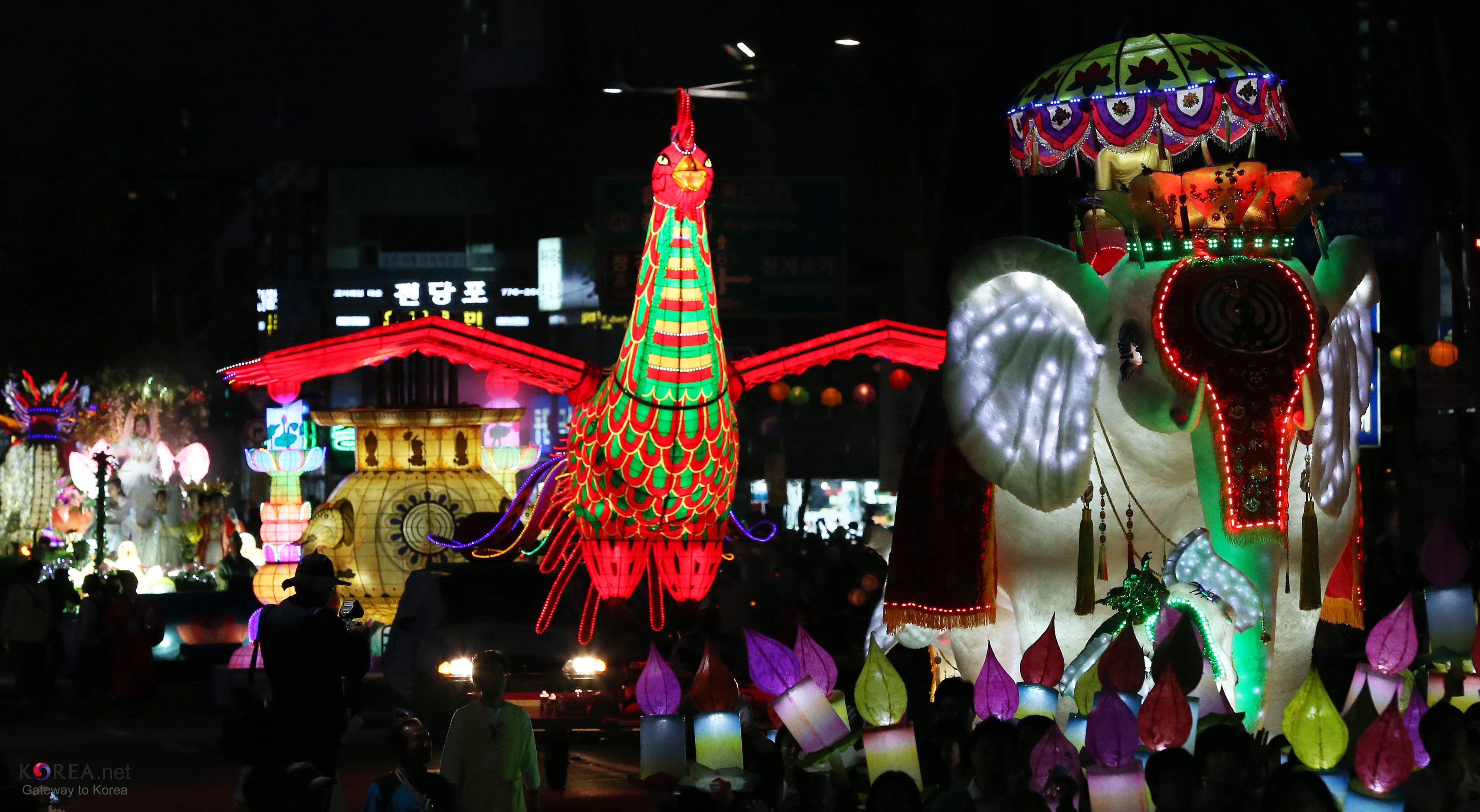
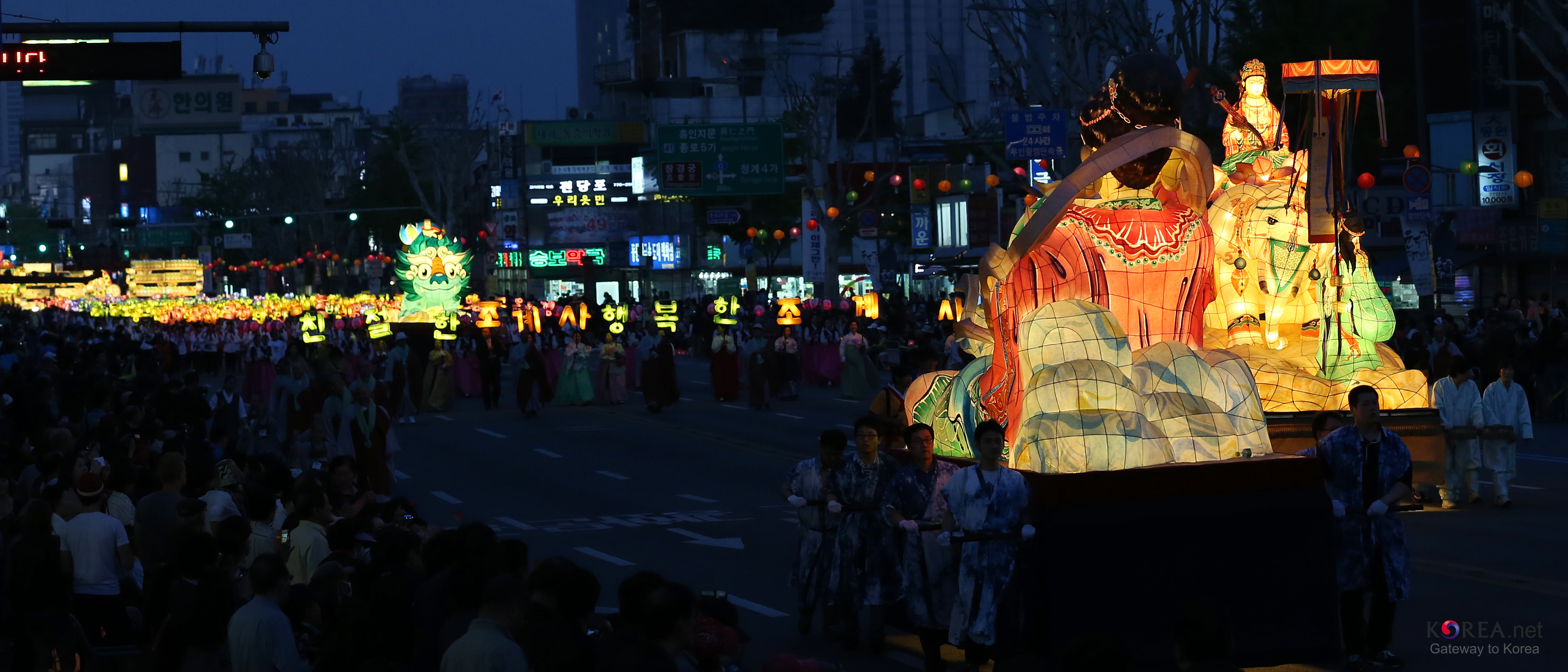
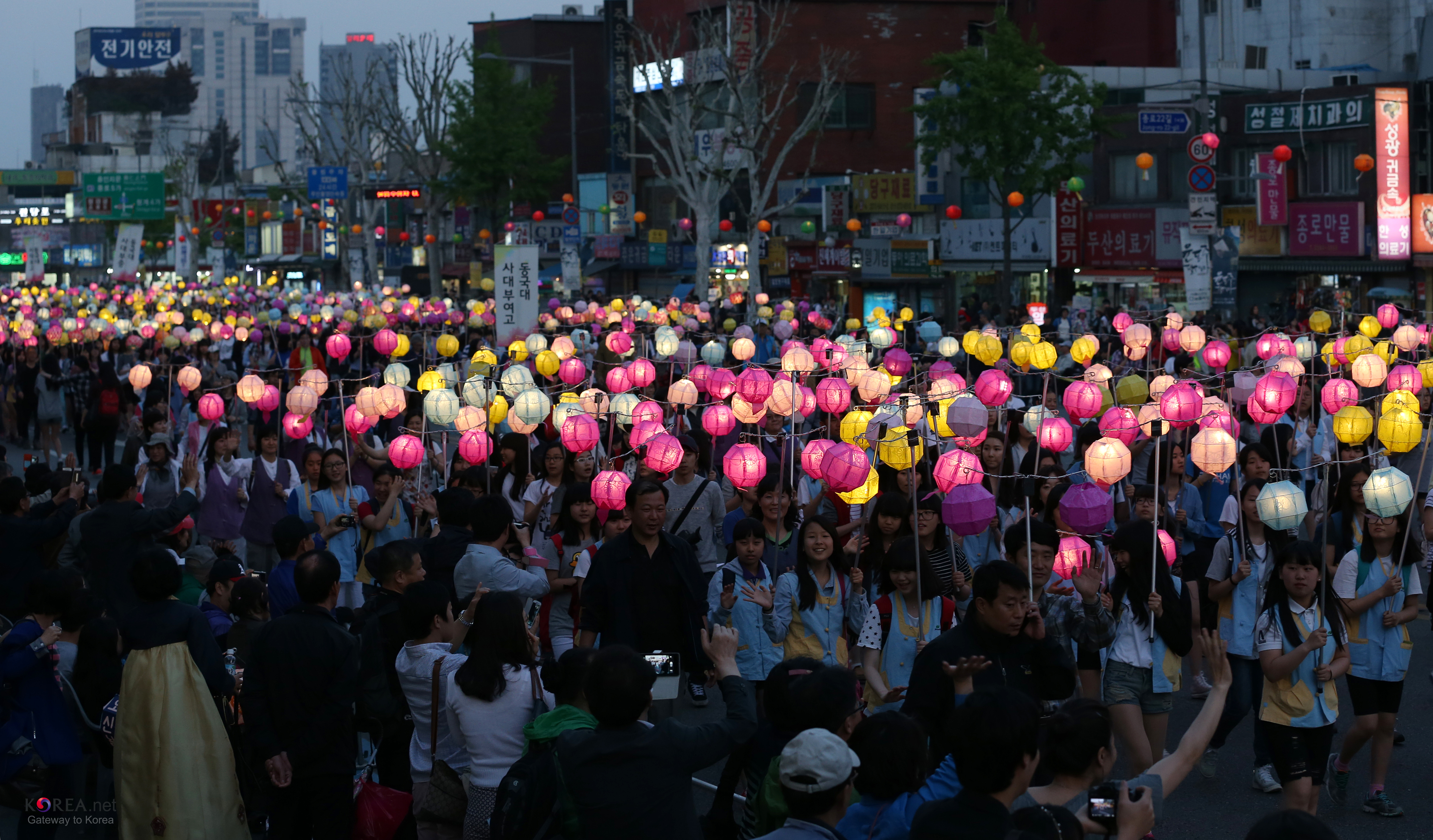
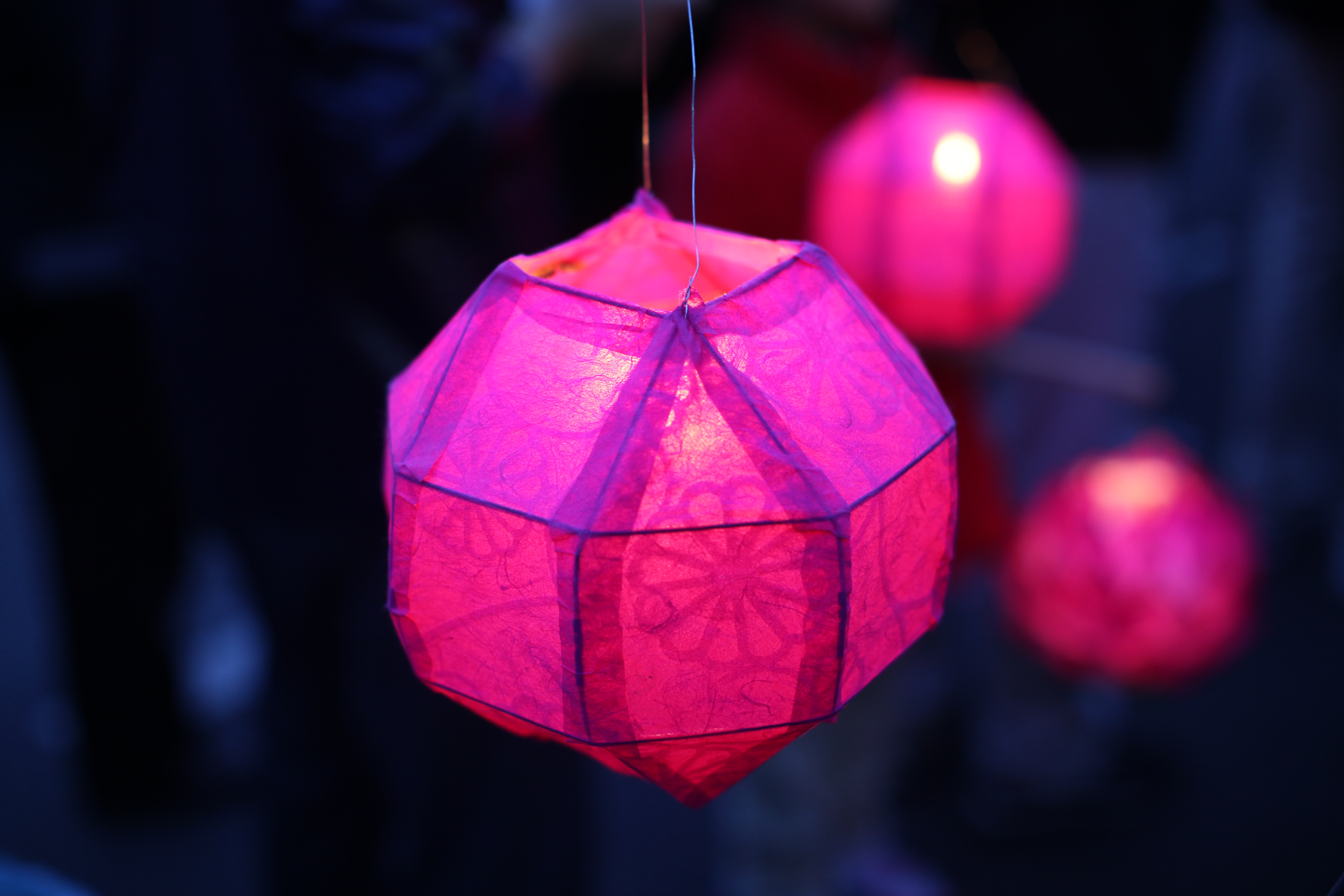
연

## 같이 보기
- 팔관회
- 부처님 오신 날
- 원소절